# Şəmkir (stad)
Şəmkir (ook wel gespeld als Sjamchor, Shamkir,Samkir of Shamkir) is een stad in Azerbeidzjan en is de hoofdstad van het gelijknamige district Şəmkir. Afstand tussen Bakoe en Shamkir is 399 km.
De stad telt 39.100 inwoners (01-01-2012).
Volgens sommige bronnen is de naam van de stad gebaseerd op een historische toren, die 20 kilometer ten oosten gelegen is. De opbouw van de stad gaat terug in de tijd van de 5e-6e eeuw.
Volgens de historicus Jahangir Zeynaloglu, komt de Şəmkir van de Perzische woord Shams (betekent "zon") en kur (betekent "doorgeven").